# Giuseppe Pièche
Giuseppe Pièche (Firenze, 7 marzo 1886 – Velletri, 25 agosto 1977) è stato un generale e agente segreto italiano.
Fu Comandante Generale dei Reali Carabinieri dal novembre 1943 al luglio 1944.

## Biografia
Giuseppe Pièche frequentò l'Accademia militare di Modena e nel 1907 fu nominato sottotenente del Regio esercito.
Nel 1913 divenne ufficiale dei Reali carabinieri, in servizio alla Legione di Roma e quindi prese parte alla prima guerra mondiale.
Promosso nel 1927 tenente colonnello fu inviato in Tripolitania.
Responsabile della sezione (III) controspionaggio del Servizio Informazioni Militare dal 1932 al 1935, nel 1935 fu promosso colonnello e inviato al comando della Legione carabinieri di Palermo. 
Il gen. Mario Roatta, comandante del Corpo truppe volontarie lo vuole alla fine del 1936 con sé nella guerra di Spagna quale comandante di tre sezioni ed una compagnia di carabinieri, pari a circa 500 uomini. Pièche funge anche da coordinatore di tutti gli aiuti militari che giungono al campo nazionalista. Nel 1938 è promosso generale di brigata, per meriti speciali e posto al comando della 3ª Brigata carabinieri.
Promosso al grado di generale di divisione l'11 novembre 1940, resse il comando della III Divisione carabinieri "Ogaden" di Napoli.
Dopo aver collaborato con l'OVRA, nel 1942 Pièche svolse su incarico di Mussolini un'indagine sulla proliferazione delle polizie "parallele" agli ordini dei vari gerarchi fascisti. Dal luglio 1942 al febbraio 1943 coordinò e diresse le azioni di polizia militare in Croazia, nuovamente sotto il comando di Roatta, alla 2ª Armata. Gli viene attribuito il ruolo, non provato, di consulente all'organizzazione della polizia politica di Ante Pavelić in questi mesi. Ma è altresì dimostrata la sua azione di desistenza rispetto al genocidio nei confronti delle locali comunità ebraiche da parte degli ustascia. Il 4 novembre 1942 avvertì Mussolini dell'uso dei gas per sterminare intere comunità ebraiche deportate dai Balcani.
Rientrato in Italia, il 23 febbraio 1943 è nominato vicecomandante generale dell'Arma dei Carabinieri, massimo grado fino ad allora raggiungibile da un carabiniere. Dal 22 luglio resse brevemente la prefettura di Foggia.
Il capo del Governo, Maresciallo Badoglio, lo nominò il 19 novembre 1943 comandante dell'Arma dei carabinieri dell'Italia Liberata (equivalente al Comandante Generale) partecipando alla guerra di liberazione, fino al 20 luglio 1944, quando fu Prefetto reggente della provincia di Ancona. Mentre ricopriva tale incarico, l'Alto Commissariato delle sanzioni contro il fascismo decise di deferirlo alla Commissione di epurazione, che dichiarò non esservi luogo a procedere.
Il 29 aprile 1945 fu posto in congedo.

### Nel dopoguerra
All'indomani del conflitto, fu prefetto di Ancona e quindi venne nominato nel 1946 Direttore generale della Protezione civile e dei servizi antincendio del ministero dell'Interno.
Durante questo incarico, continuò nella propria attività di controspionaggio, in un momento di vacatio dei servizi italian, come consulente dell'Ufficio affari riservati. Nel 1947 permise che una serie di riunioni del neonato Movimento Sociale Italiano si tenessero presso sedi romane dei vigili del fuoco.
Nel 1948 favorì la nascita di gruppi armati come il Movimento Anticomunista per la Ricostruzione Italiana (MACRI, una presunta fondazione cattolica di assistenza), il Fronte Antibolscevico e l'Armata Italiana di Liberazione (AIL), composti da reduci della RSI, volontari monarchici e, comunque, anticomunisti. Negli stessi mesi a cavallo delle elezioni politiche coordinò l'allontanamento dei partigiani dalla polizia e la riammissione di elementi dal passato fascista.
Vi fu inoltre un'attività di infiltrazione di informatori in vari gruppi di sinistra, così come, attraverso il casellario politico centrale, ricostituito nel 1945, si iniziò nuovamente a raccogliere informazioni su personalità legate ai partiti di opposizione. L'AIL fu particolarmente attiva nel importare armi attraverso Bolzano e distribuendole ad unità in tutta Italia. Il suicidio di un ufficiale dell'AIL, certo Zanetti, portò alla scoperta dell'intera rete ed alla sua smobilitazione.
Monarchico anche all'indomani del referendum (il 14 ottobre 1969 venne nominato barone dal re in esilio Umberto II), mantenne nel corso del dopoguerra relazioni con i principali servizi segreti occidentali e, segnatamente, quelli statunitense e britannico.
Nel 1963 è eletto Sovrano Gran Commendatore della Comunione massonica di Piazza del Gesù, fino al 1966.
Nel 1970 si rifugiò a Malta per sfuggire ad un mandato di cattura che lo vedeva collegato al fallito golpe del principe Junio Valerio Borghese. Venne successivamente scagionato e poté quindi tornare in Italia.